# Moetzes Gedolei HaTorah
El Consell de Savis de la Torà (en hebreu: מועצת גדולי התורה) (en anglès: Council of Torah Sages) de l'associació Agudath Israel d'Amèrica, és una organització de lideratge, religiosa, política, i un lobby que representa els interessos de la comunitat jueva ortodoxa americana, davant les agències governamentals estatals i federals. El consell està format principalment pels caps de les ieixivot i pels rebes hassídics. L'assemblea rabínica dirigeix les polítiques de l'organització, i té el lideratge efectiu de l'associació Agudath Israel. El consell va ser fundat en 1941. L'assemblea rabínica estableix quals són les polítiques a seguir, i dirigeix l'organització seguint els sagrats preceptes de la Torà i la Halacà.